# دانشگاه غرجستان
دانشگاه غرجستان یک دانشگاه در افغانستان است که در منطقۀ پل سرخ شهر کابل موقعیت دارد و در سال ۲۰۱۰ (میلادی) تأسیس شده است.

## دانشکده‌ها
- اقتصاد و مدیریت
- حقوق و علوم سیاسی
- علوم کامپیوتر
- علوم اجتماعی